# 包玉书
包玉书（1915年—2011年），香港企业家、慈善家。中國北宋名臣包拯29世孫。

## 简介
1915年，生于浙江省镇海县（现宁波市镇海区）。据族谱记载，为宋龙图阁学士包拯之二十九世孙。父亲企业家包兆龙，母亲陳賽珍，有弟船王包玉刚。
幼年受教于镇海县葉氏中興學堂。早年在上海经商，從事金融貿易行业。后来迁居香港，与胞弟包玉剛一起从事航運业。曾担任香港環球航運公司在新加坡的總裁，总理公司在国际航运中心新加坡的业务。 
20世纪80年代初，在北京受到邓小平的接见。致力于慈善事业，设有香港龙赛教育基金。并设有“玉書獎教金”和“玉書助學金”等奖助学金，提掖后学。被中华人民共和国浙江省人民政府授予“浙江省愛鄉楷模”的称号，并是宁波市的荣誉市民。曾任香港宁波同乡会会长，现是香港甬港联谊会永远名誉会长。

## 命名
- 宁波大学之“包玉書科學樓”和“龍賽理科樓”
- 香港之龙赛教育基金